# Gaston Juste
Gaston Léon Juste (Grand-Reng, 3 april 1897 - 6 juli 1988) was een Belgisch volksvertegenwoordiger en burgemeester.

## Levensloop
Beroepshalve boekhouder, was Juste een zoon van Edmond Juste en Reina Laboureur. Hij trouwde met Simonne Rainelde Brasseur uit Vieux-Reng. Hij werd gemeentemandataris: gemeenteraadslid (1932), schepen (1933-1938) en burgemeester (1939) van Grand-Reng. Hij was ook provincieraadslid (1936-1945).
In september 1944 volgde hij de tijdens de oorlog overleden volksvertegenwoordiger Ernest Petit op, als socialistisch volksvertegenwoordiger voor het arrondissement Thuin, een mandaat dat hij vervulde tot in 1971. Volgens Manu Ruys behoorde tot het groepje stevige drinkers onder de socialistische mandatarissen.
Grand-Reng heeft een Stade Gaston Juste.